# Сепаратор для яєць

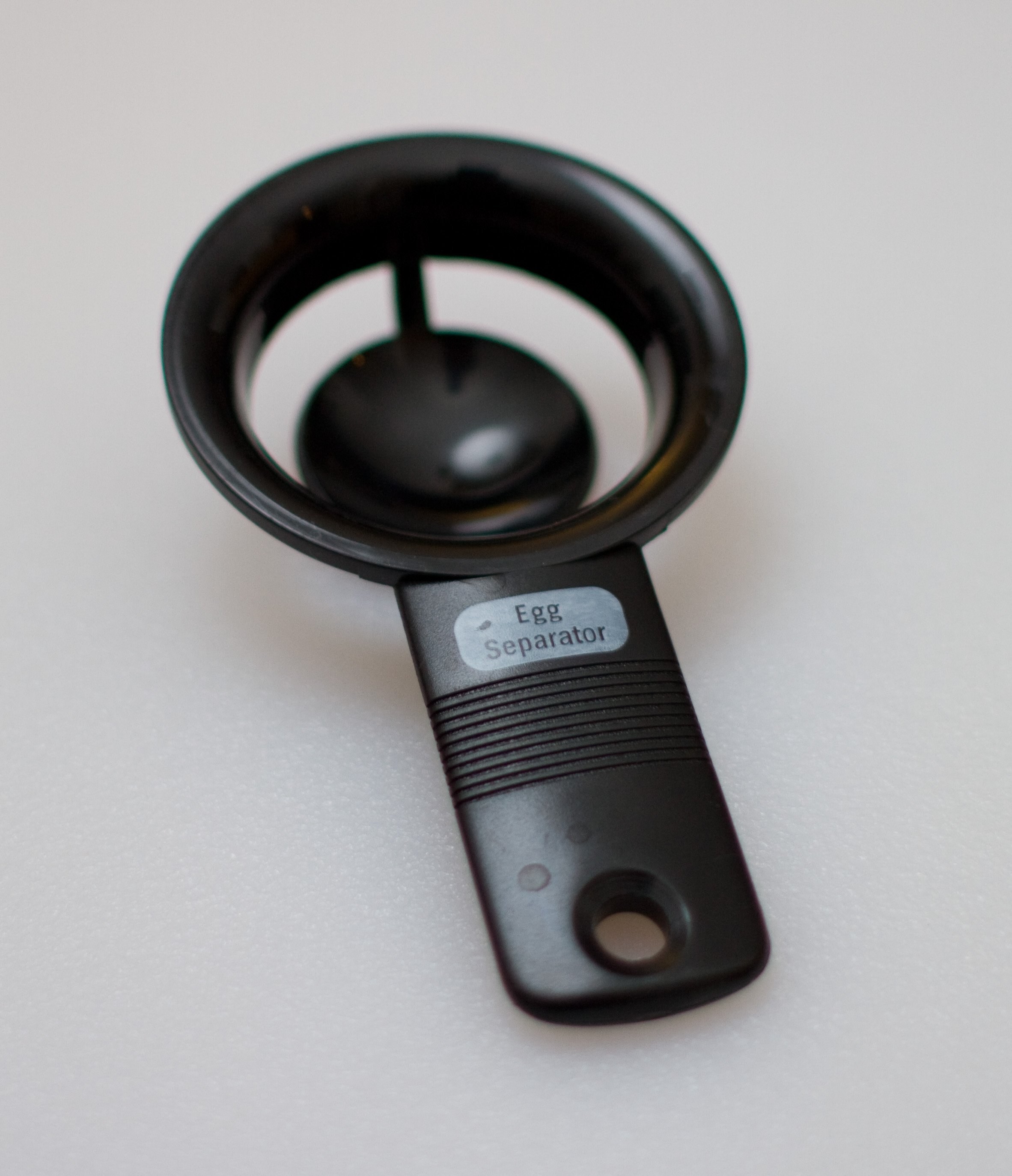
Сепаратор для яєць

Сепаратор для яєць — кухонний пристрій для відділення яєчного жовтка від білка. 
Відокремлювати жовтки від білків іноді треба під час приготування деяких страв. 
Сепаратор для яєць виглядає як чашка діаметром близько 85 мм у верхній частині, яка має два горизонтальні прорізи на висоті 1 см від дна. Виготовляється з алюмінію, фаянсу, порцеляни, металу чи пластику. Яйце акуратно, аби не пошкодити жовток, розбивають у чашку, яєчний білок зливають через прорізи в підставлений посуд, а жовток затримується на денці.